# عالمية ثالوثية
العالمية الثالوثية أو الكونية الثالوثية مشتقة من الإيمان بخلاص العالم (أو الخلاصية)، وهو يعني الإيمان بنيل كل شخص الخلاصَ، ولكن العالمية الثالوثية تعتنق أيضًا الاعتقاد المسيحي بالثالوث (في مقابل، أو بالتناقض مع، التوحيدية التحررية التي ترتبط عادة أكثر بالتوحيدية العالمية). كانت العالمية الثالوثية ترتبط خصوصًا باسم وزير نيو إنجلاند الميثودي السابق، جون موري، وبعد وفاته في عام 1815، كان الكاهنان الوحيدان اللذان يعرف عنهما التبشير بالعالمية الثالوثية هما بول دين من بوسطن وإدوارد ميتشل في نيويورك. 

## نبذة تاريخية
ينسب مؤرخو العالمية الكونية أصل تعاليمها إلى تعاليم أوريجانوس الإسكندري (185-284 ميلادي تقريبًا)، وهو أب كنسي قديم وكاتب ذو تأثير كبير. آمن أوريجانوس بالاستعادة الكلية (الأبوكاتستاسيس)، وهي الاستعادة النهائية ورجعة الخلق إلى الإله، التي فسرها مؤرخو العالمية الكونية بأنها تعني الخلاص ورجعة كل الأرواح التي كانت موجودة في وقت مضى إلى الإله، بما فيها إبليس وشياطينه. ولكن أبحاثًا أكثر حداثة أظهرت أن هذا التحليل لآراء أوريجانوس ليس أكيدًا. آمن أوريجانوس أيضًا بالوجود المسبق للأرواح، وبأن الإنسان المقدس قد يضطر للمرور بدورات من الخطيئة والتوبة قبل الوصول إلى الكمال. أُعلِنت تعاليم أوريجانوس أناثيما (حكمًا كنسيًا) في المجمع المسكوني لعام 553، بعد قرون من وفاته، رغم أن غريغوريوس أسقف نيصص، وهو عَلم آخر ينسب له مؤرخو العالمية الكونية الاعتقاد العالمي، أُوصي به حاميًا أرثوذكسيًا للعقيدة من قبل نفس المجمع. عرف مؤرخو العالمية الكونية كلًّا من جون سكوتوس أريجينا (815-877) وآموري الشارتري (1200 تقريبًا) بأنهم مؤمنون بالعالمية الكونية. صاغ القس الفرنسي بيير باتيفول كثيرًا من هذه الأبحاث في مقالة عن الاستعادة الكلية تُرجمت لاحقًا لأجل الموسوعة الكاثوليكية لعام 1911.
في أثناء الإصلاح البروتستانتي، أُعيد النظر في كل تعاليم الكنيسة الكاثوليكية (العالمية) وممارساتها وتشكلت طوائف عديدة، رغم أن أيًّا من تلك الطوائف لم يعد إحياء الاعتقاد (المنسوب في الأصل إلى أوريجانوس) بالرجعة العالمية. في عام 1525، اتُّهم هانس دينك (1425-1527) بكونه مؤمنًا بالعالمية، ولكن هذا يُعتبر الآن أمرًا بعيد الاحتمال.
بدأت جين ليد (1623 – 1704)، وهي باطنية ادعت أنها رأت الجنة والجحيم، جماعةً كونيةً تُسمى الفيلادلفيون، وقد انحلت الجماعة عقب وفاتها. كانت بوهيمية أكثر من كونها ثالوثية أرثوذكسية.
أُجبر جون موري (1741-1815) على ترك الكنيسة الميثودية بسبب عالميته. في عام 1770، أتى إلى نيو إنجلاند، ويُنسب إليه كونه أبا العالمية الكونية في أمريكا الشمالية. رغم أن موري كان ثالوثيًا (كمعلمه جيمس ريلي)، فإن خلفه هوسي بالو (1771 – 1852) كان توحيديًا صارمًا ناهض الثالوثية والكالفينية والشرعوية. أصبحت العالمية تحت رعايته مرتبطة بالفكر اللاهوتي التحرري بالإضافة إلى ارتباطها بالتوحيدية.
من العالميين الكونيين المعاصرين روبن باري، وهو كاتب إنجيلي أطلق كتاب الإنجيلي العالمي (2006) تحت الاسم المستعار «غريغوري ماكدونالد»، وأيضًا ثوماس تالبوت مؤلف محبة الله التي لا غنى عنها (1999). 

## الفلسفة
يقدم ثوماس تالبوت ثلاثة اقتراحات مبنية على الإنجيل، ولكن يؤكد أنها جميعها غير متقاطعة فيما بينها:
- الإله كلي القدرة ويمارس سيطرته المطلقة على كل جوانب الحياة البشرية والتاريخ الإنساني.
- الإله كلي الخيرية، وهو مكافئ في وجوده للحب، ويرغب بخلاص كل الناس.
- بعض (الكثير من) الأشخاص يخضعون لعذاب واعٍ دائم في مكان حريق (حرفي أو مجازي).[13]

يوضح اللاهوت عادةً القدرة الكلية أو الخير الكلي لحل التناقض. تحل الكالفينية المسألة بافتراض عقيدة محدودة التكفير عن الذنوب (بآلام المسيح) تدعي أن حب الإله مقيد. يُنتخب عدد مختار فقط من الناس للخلاص، الذي يشمل التوبة والتطهير.